# António Maria de Oliveira
António Maria de Oliveira (Lisboa, 9 de maio de 1818 — Horta, 25 de novembro de 1886) foi um médico e político que se fixou na ilha do Faial, tendo atingido grande notabilidade local, liderando o Partido Regenerador no Distrito da Horta, distrito de que foi governador civil de 15 de maio de 1878 até 12 de junho de 1879.

## Biografia
Formou-se Medicina e Cirurgia no ano de 1839 e nesse ano concorreu e foi admitido a uma vaga de facultativo municipal, tendo prestado «o competente juramento» na Câmara da Horta no dia 9 de outubro de 1839. Desde então o Dr. António Maria de Oliveira tornou-se médico municipal, cargo que, tal como os outros poucos clínicos residentes no Faial, acumulou com as de médico-cirurgião do hospital da Santa Casa da Misericórdia da Horta. Radicado na Horta, aqui constituiu família, casando com Luísa Isménia Ribeiro, havendo nascido três filhos desse consórcio.
No seu trabalho revelou-se um médico sempre pronto, sempre assíduo, a todas as horas do dia e da noite, nas ilhas do Faial e do Pico. Um  jornal coevo afirmava: «Coração de oiro, abria-o a todos os infortúnios; alma nobilíssima, alma de eleição, modelava-a nos exemplos sublimes da honradez; espírito culto, punha-o ao serviço dos seus numerosos clientes sem buscar saber se tinham ou não cheias as algibeiras!».
Na Horta desempenhou a partir de 1844 as funções de guarda-mor da saúde. Tinha honras de cirurgião-mor do Exército.
A sua ação como médico granjeou-lhe uma larga influência. Dedicou-se à política, tendo assumido a liderança do Partido Regenerador nas ilhas do Distrito da Horta durante vários anos. Foi governador civil do distrito da Horta por decreto de 31 de janeiro de 1878, exonerado com a queda do governo regenerador, por decreto de 3 de junho de 1879, servindo desde 15 de maio de 1878 até 12 de junho de 1879. Quando era governador civil recebeu a carta de conselheiro.
Exerceu o cargo de conselheiro do distrito por mais de vinte anos e foi eleito, por diversas vezes, procurador à Junta Geral do Distrito da Horta.
Foi sócio correspondente da Sociedade de Geografia de Lisboa e comendador da Ordem de Nossa Senhora da Conceição de Vila Viçosa.